# Shari Arison
Shari Arison (in ebraico שרי אריסון‎?; New York City, 9 settembre 1957) è un'imprenditrice statunitense-israeliana, miliardaria, proprietaria di Arison Investments, che comprende diverse società commerciali, e di The Ted Arison Family Foundation, che raggruppa varie organizzazioni filantropiche operanti come sue sussidiarie. È stata l'azionista di controllo della Bank Hapoalim per 21 anni e ha cessato di esserlo dopo aver venduto alcune delle sue azioni nel novembre 2018. Era anche proprietaria di Shikun & Binui per 22 anni, ceduta al Gruppo Saidoff il 6 agosto 2018. La maggior parte del suo capitale proveniva dalle sue partecipazioni in Carnival Cruise Lines.
Secondo Forbes, è la più ricca donna israeliana e tra le più ricche del Medio Oriente con un patrimonio netto nel 2024 di 5,5 miliardi di dollari.

## Biografia
Arison è nata a New York City come Sharon-Rose ed è la figlia dell'uomo d'affari Ted Arison, un israeliano-americano che ha fatto fortuna nella Carnival Cruise Line, compagnia che gestisce navi da crociera, da lui fondata nel 1972, e Mina Arison Sapir, immigrata dalla Romania nel 1943. Ha un fratello maggiore, Micky. All'inizio degli anni '50 i suoi genitori emigrarono negli Stati Uniti, e suo padre iniziò a lavorare nell'iniziativa privata, grazie al successo della "Carnival Cruise Line ". Nel 1966 i suoi genitori divorziarono e lei si trasferì in Israele per vivere con sua madre (in seguito i suoi genitori si risposarono). All'età di 12 anni è tornata negli Stati Uniti per vivere con suo padre e suo fratello, e cinque anni dopo è tornata in Israele per arruolarsi in Marina. Finito il periodo sotto le armi, si è trasferita a vivere a Miami con suo padre studiando gestione di hotel e ristoranti presso Miami-Dade College.
Nel 1991 Tad Arison decise di ritornare in Israele. Lasciò il figlio maggiore Mickey negli Stati Uniti, che prese il comando dell'attività marittima (già da tempo era amministratore delegato di Carnival Cruise Lines) mentre si fece affiancare dalla figlia, anche lei di nuovo in Israele, per le attività israeliane. Tad Arison fondò la società "Arison Investments", una società di investimento privata, ed effettuò grandi acquisti durante gli anni '90. Nel settembre 1997, come parte del processo di vendita di attività bancarie, Ted Arison guidò il processo di acquisto del controllo in Bank Hapoalim da parte del governo, una mossa che si rivelò un affare enorme del valore di circa 1,4 miliardi di dollari. In quel periodo Shari Arison istituì il "Ted Arison Family Fund", un fondo familiare privato che contribuisce con ingenti somme di denaro ad un fondo immobiliare e di investimento (nel 2022 circa 25 milioni di dollari). I proventi del fondo vengono donati dalla famiglia Arison a varie istituzioni in Israele, principalmente nei settori della sanità, della ricerca, dell'arte, dello sport per disabili e dell'istruzione. Nel 1996 Shari fondò anche la società "Shargad Orhanim" - che si occupa della costruzione di complessi lungo le strade israeliane e di proprietà redditizie - insieme a Netsaba (all'epoca una filiale di " Egged ") e ad alcuni kibbutz. Il progetto ebbe successo pur incontrando difficoltà con lo scoppio della seconda intifada. 
Nel 1999 il padre di Arison morì e le lasciò in eredità il 35% dei suoi beni. Sia la sua seconda moglie, Lynn Arison, che Shlomo Nechama, il suo direttore aziendale, ebbero quote dell'eredità miliardaria. Suo figlio Mickey continuò a dirigere Carnival Cruise Lines a Miami, portandola ad un grande successo: dopo avere acquisito nel 1997 Costa Crociere, già nel 2007 era l'azienda leader nel suo settore nel mondo. Shari Arison venne nominata alla carica di presidente di "Arison Investments". 
Arison ha ricevuto il premio Partners for Democracy dell'America-Israel Friendship League nel 2010, per il suo contributo alla promozione delle economie di Israele e degli Stati Uniti.

### Critiche dai media e la Bank Hapoalim

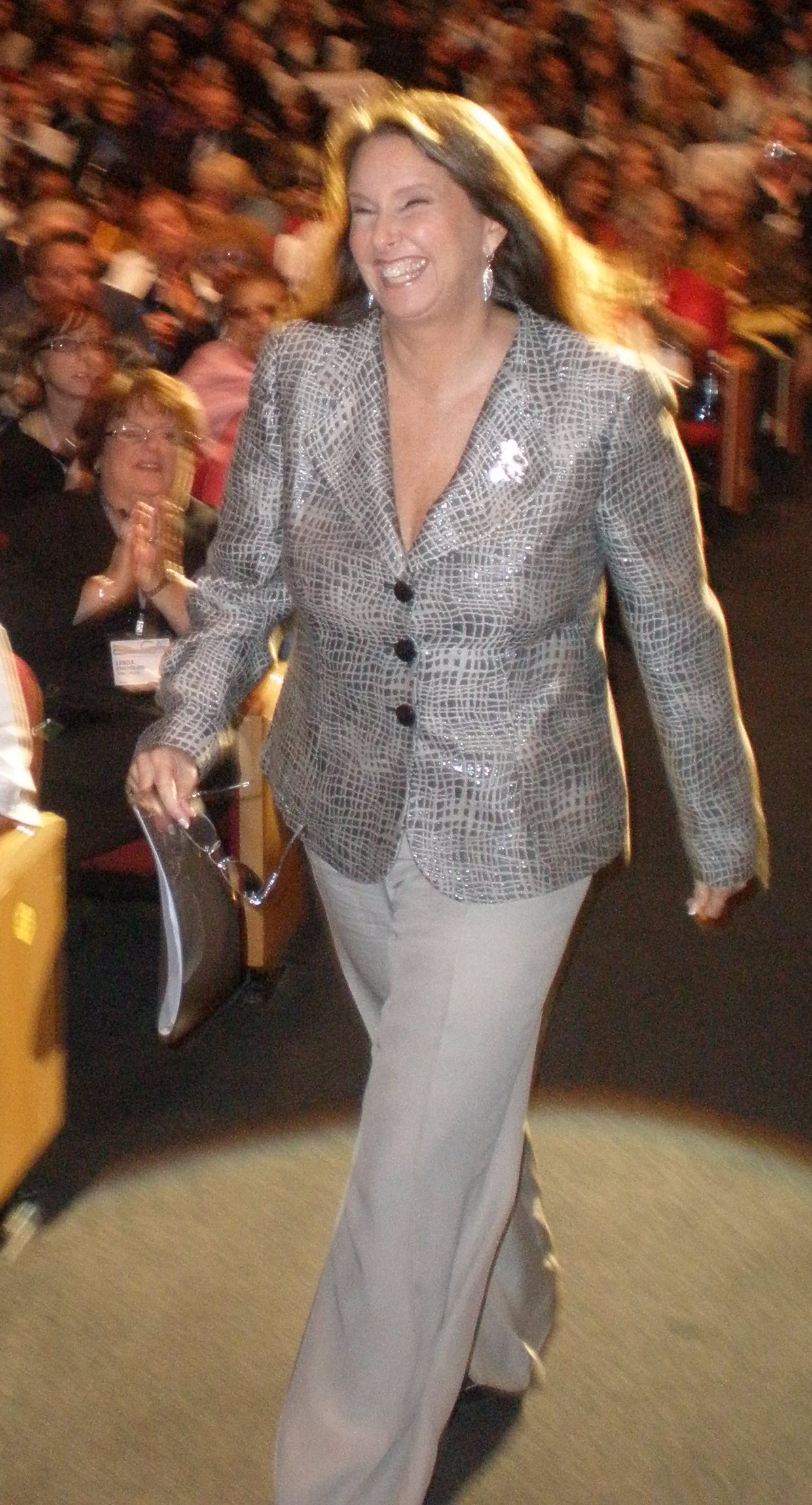
Shari Arison

Il 17 dicembre 2002, la direzione della Bank Hapoalim annunciò il licenziamento di circa 900 dipendenti, che costituivano il dieci per cento dei dipendenti della banca, come misura di efficienza nonostante avesse presentato profitti elevati durante quel periodo di recessione economica; quella decisione venne aspramente criticata. La scelta della banca fu sostenuta in una conferenza stampa da Shari Arison, presidente di "Arison Investments" e principale azionista della banca. Arison era quasi sconosciuta all'epoca e la conferenza stampa non era prevista; volle comunque intervenire dicendo che la decisione sui licenziamenti era dovuta alla responsabilità finanziaria per il futuro della banca e che ai lavoratori licenziati erano state offerte migliori condizioni pensionistiche.
Le critiche esplosero: Arison fu presentata da molti come l'opaca rappresentante dei ricchi che licenzia i lavoratori nei momenti difficili, nonostante gli alti profitti della banca che possiede. Louis Roth, all'epoca presidente del consiglio dei lavoratori della Banca Leumi, dichiarò alla stampa: "Non mi aspettavo una risposta diversa da una che è nata non con un cucchiaio d'oro, ma con un mestolo d'oro". L'Histadrut avviò una campagna durante la quale furono appesi cartelloni con la scritta: "Shari Arison sta ridendo, 900 famiglie stanno piangendo". Gli avvocati di Arison minacciarono una causa da dieci milioni di dollari contro la società "Poster Media" e chiesero la rimozione immediata degli annunci. Cosa che fu fatta.
La rapidità con cui i cartelloni erano stati rimossi provocò critiche da parte del giornalista Sheli Yachimovich: il 17 gennaio 2003 attaccò Arison durante il programma Friday Studio su Channel 2. Derise Arison dicendo che "un insulto vale dieci milioni di dollari". La portavoce di Arison, Rani Rahab, si affrettò a inviare una lettera a Yachimovich in cui lo accusava di odiare i ricchi e gli dava dell'infantile e del rabbioso. La lettera che iniziava con le parole "Sono cattivo" era scritta in un modo che veniva percepito come infantile e rabbioso. Copie della lettera furono inviate a centinaia di imprenditori e a molti giornalisti, ottenendo reazioni contrastanti sui giornali e sui siti di notizie su Internet.

### Le attività di beneficenza
Nel 1991 Shari istituì la fondazione di famiglia intitolata al padre, Tad Arison. Nei primi anni Duemila Jason Arison, figlio di Shari Arison, è il presidente attivo del fondo. Nel 2011, il fondo è stato scelto dalla rivista TheMarker come il più grande donatore in Israele in valori assoluti. Secondo le stime, il fondo contribuisce con attività e investimenti, secondo varie pubblicazioni circa 30 milioni di dollari all'anno. La famiglia Arison dona i proventi del fondo a varie istituzioni in Israele, principalmente nei settori della salute, della ricerca, dell'arte, dello sport per disabili e dell'istruzione. Il fondo gestisce tre organizzazioni: "The Essence of Life", "Ruch Tova" e "Kulana One".
La fondazione di famiglia ha indirizzato il suo maggiore contributo al Tel Aviv Medical Center. L'edificio principale del centro medico è la torre dell'ospedale intitolata a Tad Arison, che è la più sofisticata e moderna in Israele. La torre è stata costruita con la donazione di Shari Arison per un importo di oltre 66 milioni di dollari, una donazione rivoluzionaria per il sistema sanitario che ha innalzato lo standard di ricovero. La torre ha 13 piani, di cui 8 piani ospedalieri, un piano tecnico, un piano biblioteca e un eliporto.
Un altro contributo degno di nota è l'istituzione di un auditorium e di un'ala di ricerca presso la Tel Aviv School of Arts intitolata a Tad Arison. 

### La Giornata delle buone azioni
Nel marzo 2009, Arison ha sponsorizzato la terza "Giornata delle buone azioni" annuale di Israele in cui la sua organizzazione no-profit, Ruach Tova, ha ispirato migliaia di israeliani a impegnarsi nel volontariato in tutto il paese. Nell'ambito dell'evento, che ha avuto luogo vicino a Tel Aviv, un'orchestra giovanile palestinese si è esibita in un concerto di un'ora in onore dei sopravvissuti all'Olocausto. Hanno suonato melodie arabe classiche e canzoni di pace, ma al ritorno del gruppo a Jenin, le autorità arabe locali hanno condannato il leader dell'orchestra per il suo "sfruttamento dei bambini per scopi politici". L'evento ha attirato l'attenzione dei media di tutto il mondo. Dopo il concerto per celebrare il "Giorno delle buone azioni", la direttrice d'orchestra è stata espulsa dalla sua città natale di Jenin.
Nella "Giornata delle buone azioni" tenutasi a marzo 2018, oltre 2 milioni di israeliani si sono offerti volontari per compiere una buona azione per gli altri, e altri milioni in 100 paesi in tutto il mondo. Milioni di persone in 109 paesi del mondo hanno partecipato al Good Deeds Day tenutosi nel 2023.

### Spiritualità ed "Essence of Life"
Arison è nota per il suo coinvolgimento nella spiritualità. In precedenza aveva raccontato dei suoi incontri con il Dr. Brian Weiss, che si occupa di reincarnazione e dell'effetto della ricerca interiore sulla sua vita. Nel 2001, ha fondato "The Essence of Life", un'organizzazione il cui scopo, secondo le pubblicazioni, "è rendere le persone consapevoli della capacità di ciascuno di raggiungere la pace interiore e fornire strumenti per farlo".

## Vita privata
Arison è stata sposata e ha divorziato tre volte. Il primo marito fu José Antonio Sueiras, un americano di origine cubana e ufficiale su una delle navi di proprietà di suo padre; ebbero tre figli. Il secondo marito era il giocatore di basket Miki Dorsman, sette anni più giovane di lei; vissero a Miami sulla prestigiosa isola "Bel Harbor, lui lanciò anche un profumo che venne distribuito con successo sulle navi Carnival Cruise, ebbero un figlio. Il terzo marito era Ofer Glazer, uomo d'affari irlandese che nel luglio 2005 fu condannato per aver commesso atti indecenti contro due donne e condannato a sei mesi di carcere, un anno di libertà vigilata, oltre a un risarcimento. Glazer presentò ricorso alla Corte distrettuale e poi alla Corte Suprema, ma i suoi appelli furono respinti. Nel febbraio 2007, cominciò a scontare la pena Glazer nella prigione di Meshayo da dove fu rilasciato quattro mesi dopo perché una commissione per la libertà vigilata gli aveva concesso un terzo per buona condotta.